# Español huasteco
El huasteco o español de la Huasteca es un dialecto del español que se habla en el oriente del estado de San Luis Potosí y ciertas partes de los estados de Tamaulipas, Querétaro, Hidalgo y Veracruz. Donde se ha preservado más puro es en zonas rurales del estado, debido al aislamiento prolongado de esta región. Recientemente se le comenzó a llamar español huasteco porque fue la lengua hispana que procede desde la fundación de la Nueva España, hasta nuestros días, variante del español con influencia del tének y náhuatl.
Se dice que el huasteco está emparentado con el español mexicano, el español del Bajío y el habla costeña del estado de Veracruz, sin embargo, debido a los siglos de aislamiento, presenta una serie de arcaísmos y localismos propios del estado y regiones circunvecinas con nutridos vocablos indígenas de los tének, nahuas y pames.
Este dialecto ha sido muy poco estudiado, debido a la influencia del español hablado en centro del país, por lo que hablarlo puede ser motivo de segregación.

## Historia
Se especula que sus orígenes se encuentran en La Huasteca del estado con la llegada de los españoles descendientes de Andalucía y Extremadura, que llegaron con Hernán Cortés y que decidieron quedarse en el occidente de la Nueva España, quienes fueron los que enseñaron a los locales su español ladino del siglo XV. Posteriormente se extendió una lengua castiza en toda la Huasteca, con la migración y colonización novohispana.

## Características
- La vocal [o] del final de una sílaba terminada es sustituida por la [u] por ejemplo, muchu por mucho, Méxicu por México.

- La vocal [e] del final de una sílaba terminada con la letra [ch] es sustituida por la i, por ejemplo, lechi por leche, anochi por anoche.

- La [h] se pronuncia como una "J" suave, por ejemplo, ahumado es ajumado, Hediondo es jediondo.

- Está la sustitución de la [ahí] por [ayí], por ejemplo, ayí, ahí.

## Lenguas indígenas
El español de la Huasteca está fuertemente influenciado por las lenguas indígenas que están establecidas en el estado, por ejemplo; los huastecos, los nahuas y los pames.

## Vocablos huastecos
Ananá (piña) / bocol (bocol) / chunún (colibrí) / juanchu (caimán) / pomelo (toronja) / tiopan (capilla) / xantolo (día de muertos).